# Riesling
Riesling – biała odmiana winorośli pochodząca z doliny Renu w Niemczech. Jest aromatycznym gatunkiem winorośli o kwiatowym, niemal perfumowanym bukiecie i wysokiej kwasowości. Wykorzystywany jest do produkcji win wytrawnych, półsłodkich i musujących. Rieslingi zazwyczaj są czyste odmianowo i nie są poddawane dojrzewaniu w dębowych beczkach. W roku 2004 oszacowano, że riesling jest dwudziestą najczęściej uprawianą odmianą winorośli (łączny areał 48,7 tys. hektarów z tendencją rosnącą), jednak pod względem ważności wśród białych win gatunkowych plasuje się zazwyczaj w obrębie pierwszej trójki razem z odmianami chardonnay i sauvignon blanc. Riesling cechuje się wysoką ekspresją terroir, co oznacza, że na właściwości rieslingów wyraźnie wpływa miejsce, z którego pochodzą owoce.
Riesling, z wynikiem 20,8% i 21 tys. ha, był najpowszechniej uprawianą winoroślą w Niemczech w roku 2006, jak również we francuskiej Alzacji, gdzie stanowił 21,9% upraw, zajmujących 3350 hektarów. Rejony upraw o znacznej powierzchni znajdują się także w Austrii, Czechach, Luksemburgu, północnych Włoszech, Australii, Nowej Zelandii, regionie Finger Lakes w USA, w Kanadzie, RPA, Chinach i na Ukrainie. Miejscami uprawy rieslinga są głównie chłodne regiony i lokalizacje.

## Historia
Riesling ma długą historię, istnieje kilka pisemnych wzmianek o odmianie z XV wieku i późniejszych, jednak nazwa gatunku w nich zawarta różni się pisownią. Najwcześniejsza wzmianka pochodzi z 13 marca 1435 roku, kiedy w Rüsselsheim am Main podczas inwentarzu magazynu grafa Jana VI z Katzenelnbogen odnotowano rachunek za sadzonki rieslinga w winnicy w wysokości 22 szylingów (22 ß umb seczreben Rießlingen in die wingarten). Pisownia rießlingen pojawia się też w wielu innych ówczesnych dokumentach. Współczesna pisownia riesling została udokumentowana po raz pierwszy w 1552 roku, kiedy o odmianie wspomniał Hieronim Bock w swoim napisanym w języku łacińskim zielniku.
Na mapie alzackiego Kintzheim z 1348 roku widnieje napis zu dem Russelinge, jednak nie ma pewności, czy zwrot odnosi się do odmiany winorośli. Nazwa gatunku rissling została udokumentowana w Alzacji w 1477 roku. Austriacy z Wachau utrzymują, że nazwa rieslinga pochodzi od tamtejszego potoku Ritzling i określanej w ten sam sposób niewielkiej winnicy. Jednak przekonanie to nie jest powszechne, ze względu na brak dowodów na jego poparcie.

### Pochodzenie
Niegdyś można było spotkać się z przekonaniem, że riesling wywodzi się od dzikich odmian winorośli znad Renu, brakowało jednak dowodów, by uznać je za fakt. Niedawne badania DNA przeprowadzone przez Ferdinanda Regnera wykazały, że jednym ze źródeł powstania rieslinga jest gouais blanc, odmiana znana w Niemczech pod nazwą weißer heunisch, obecnie rzadko spotykana, jednak w czasie średniowiecza uprawiana na szeroką skalę przez francuskie i niemieckie włościaństwo. Drugim źródłem jest krzyżówka traminera z dziką odmianą winorośli. Ze względu na długą, udokumentowaną historię niemieckich upraw gouais blanc, zwanego również heunishem, jak i traminera, przyjmuje się, że korzenie rieslinga znajdują się w dolinie Renu, każda z tych odmian przybyła z innej strony Adriatyku. Skrzyżowanie mogło nastąpić jeszcze w trakcie podróży.
Pojawiały się również niepoparte dowodami sugestie, że poprzednikiem powszechnego „białego” rieslinga jest jego czerwona wersja. Minimalne różnice genetyczne pomiędzy białym i czerwonym rieslingiem są najprawdopodobniej analogiczne do różnic między odmianami pinot noir i pinot gris.

## Trwałość

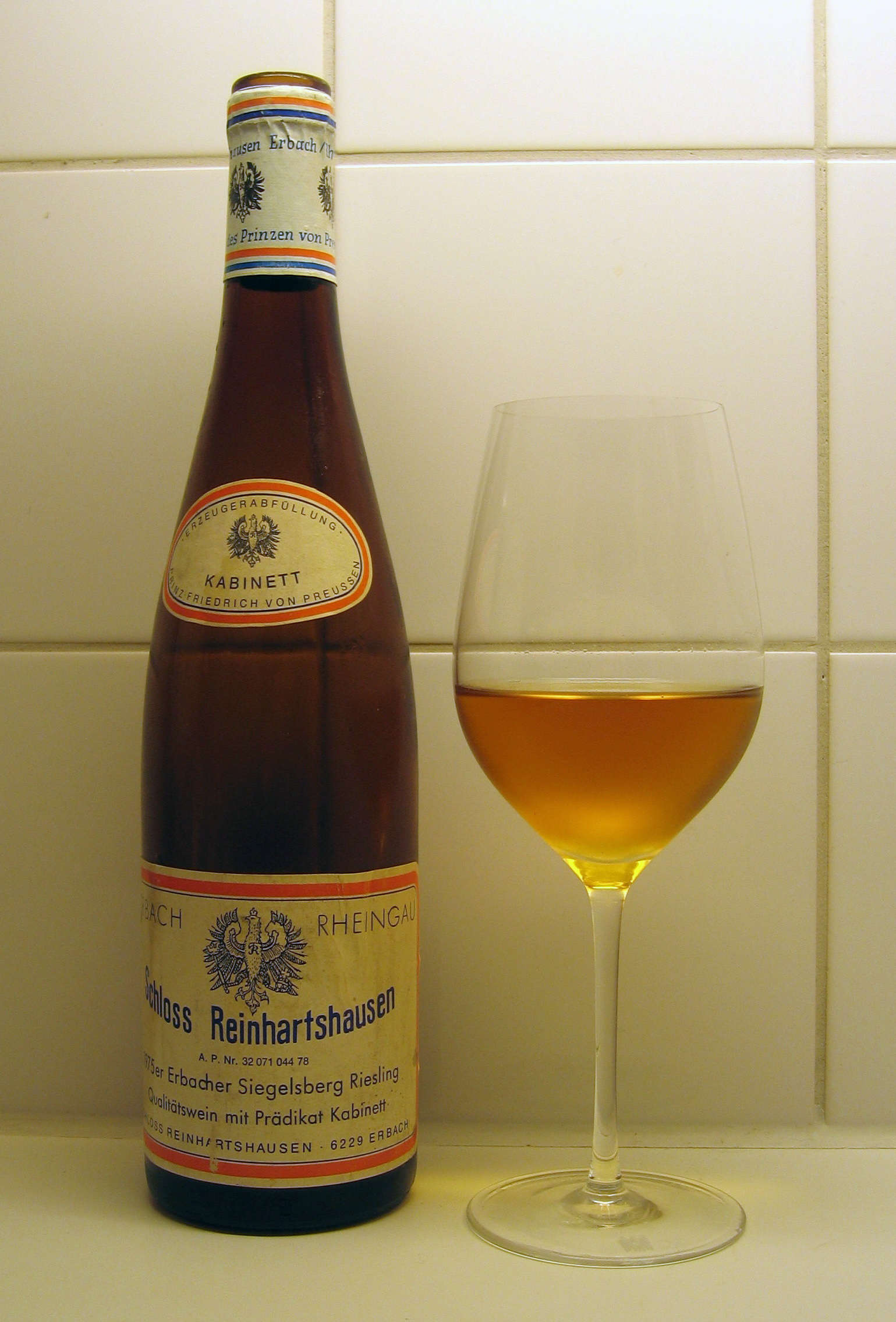
Niemiecki riesling z rocznika 1975, otwarty w 2007 roku jako wino 32-letnie. Jest to Erbacher Siegelsberg Kabinett wyprodukowany przez Schloss Reinhartshausen w regionie Rheingau. Widoczna tu barwa złota do bursztynowej jest typowa dla wieloletniego rieslinga i jest obserwowana również u wielu innych wiekowych białych win.

Rieslingi często są poddawane konsumpcji jako młode wino, na tym etapie jest ono owocowe i aromatyczne, może uwalniać aromaty zielonych lub innych jabłek, grejpfruta, brzoskwini, agrestu, miodu, kwiatu róży czy świeżo ściętej trawy, zazwyczaj również ma rześki smak spowodowany wysoką kwasowością. Wysoka kwasowość i gama smakowa rieslinga sprawiają, że wino nadaje się do długiego leżakowania. Michael Broadbent, ekspert winiarski o międzynarodowej renomie, zajmuje się oceną wieloletnich niemieckich rieslingów, niektóre liczą sobie setki lat. Słodkie rieslingi, takie jak niemiecki trockenbeerenauslese, w szczególności nadają się do długiego przechowywania w piwnicach, jako że zawierają wysoki poziom cukru, który stanowi dodatkową konserwację. Niemniej, wysokiej jakości wytrawny lub też inny typ rieslinga jest w stanie nie tylko przetrwać, ale też zachować przyjemny smak, licząc sobie nawet przeszło 100 lat.
Kolekcja niemieckich win, również wyprodukowanych z odmiany riesling, znajduje się w ratuszu niemieckiego miasta Bremy, najstarsze mieszczące się tam wino beczkowe pochodzi z rocznika 1653.
Bardziej powszechnymi okresami leżakowania rieslinga są: 5–15 lat w przypadku wina wytrawnego, 10–20 lat dla półsłodkiego i 10–30+ dla win słodkich.

### Nuty naftowe w dojrzałym rieslingu
Z wiekiem w winach riesling często pojawia się nuta benzynowa (fr. goût de pétrole), którą można również kojarzyć z naftą, olejem lub gumą. Jest to nieodzowny element bukietu dojrzałego rieslinga, poszukiwany przez wielu koneserów wina, jednak na osoby nieprzyzwyczajone do specyficznego smaku oraz dla tych, którzy wolą młode i owocowe aromaty, może działać odpychająco. Zdaje się, że negatywne nastawienie do bukietu dojrzałego rieslinga i preferowanie młodych win z tej odmiany, jest bardziej obecne w obrębie Niemiec, niż w Alzacji, czy na rynkach eksportowych. Niektórzy z niemieckich producentów, szczególnie ci, którym zależy na ilości, zaczęli wręcz uważać nuty naftowe za defekt, którego starają się unikać. W tym duchu, niemiecki Instytut Wina radykalnie zdecydował się na pominięcie wzmianki o „naftowym” jako ewentualnym aromacie umieszczonym na niemieckojęzycznym Winiarskim Kole Aromatów, specjalnie zaadaptowanym do niemieckich win. Stało się tak pomimo faktu, że twórczyni koła, profesor Ann C. Noble, zawarła naftę w jego pierwotnej wersji.
Uważa się, że aromat benzynowy jest wynikiem związku 1,1,6-trimetylo-1,2-dihydronaftalen (TDN), który tworzy się z prekursorów kartenoidowych w hydrolizie kwasów w czasie dojrzewania wina. Potencjał do rozwoju TDN i aromatu benzynowego podczas procesu starzenia uwarunkowany jest początkowym stężeniem prekursorów występujących w danym winie. Zgodnie z wiedzą o wytwarzaniu karotenoidów w winogronach, do czynników, w obecności których może występować przyrost zasobu TDN należą:
- dojrzałe grona, czyli niska wydajność i późny zbiór
- duże nasłonecznienie
- stres wodny krzewów, który występuje głównie w regionach, gdzie nie stosuje się irygacji, a tam szczególnie podczas lat gorących i suchych, w winnicach leżących na terenie suchym.
- wysoka kwasowość gron

W uzyskaniu wysokiej jakości rieslingów mają brać udział te same czynniki, więc prawdopodobieństwo wystąpienia nut benzynowych jest większe w najlepszych winach, niż w zwykłych, pochodzących z winnic o wysokiej wydajności. Chodzi tu głównie o lokalizacje w tak zwanym „Nowym Świecie” (czyli poza Europą), gdzie powszechnie stosuje się irygację.

## Szlachetna pleśń

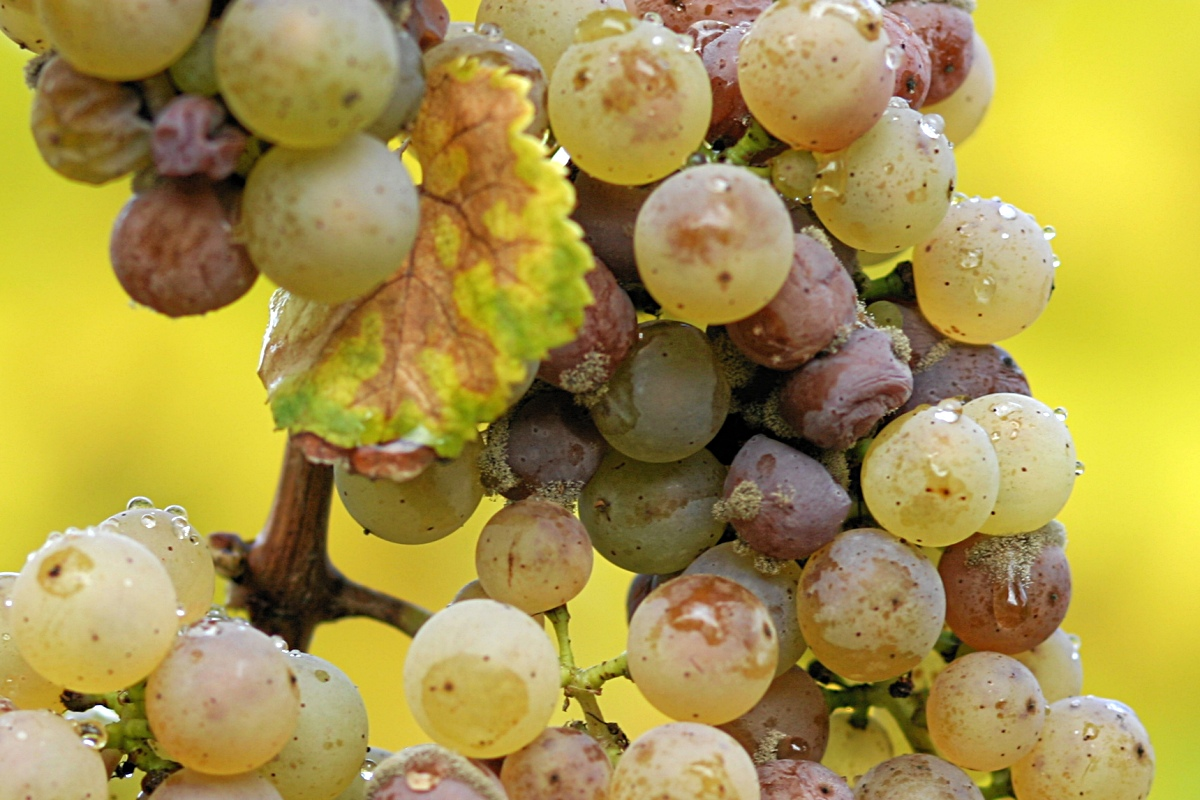
Kiść winogron z odmiany riesling z zaczątkiem szlachetnej pleśni. Różnica w kolorze między owocami z i bez pleśni jest tu wyraźnie widoczna.

Najdroższymi rieslingami są wina deserowe z późnego zbioru, winogrona stosowane do ich wytworzenia pozostają na krzakach o wiele dłużej, niż zwykle ma to miejsce. W wyniku ewaporacji spowodowanej grzybem Botrytis cinerea („szlachetna pleśń”) lub też przez zmrożenie, tak jak w przypadku wina lodowego (niem. Eiswein), woda z gron zostaje usunięta a wytworzone wino zyskuje wyczuwalną na podniebieniu bogatą strukturę. Te gęste wina zawierają w sobie więcej cukru (w skrajnych sytuacjach setki gramów na litr), mają podwyższoną kwasowość (aby zachować równowagę z cukrem) oraz są bardziej aromatyczne i złożone. Wszystkie wymienione elementy tworzą jedno z najbardziej długowiecznych białych win. Korzystne działanie pojawiającej się na owocach rieslinga „szlachetnej pleśni”, odkryto w winiarni Schloss Johannisberg pod koniec XVII wieku. Na zbieranie gron rieslinga niezbędne tam było pozwolenie z klasztoru w Fuldzie (winnica należała do zakonu), które nadeszło zbyt późno i winogrona zaczęły gnić; okazało się, że wino wytworzone z takich owoców nie straciło na jakości.

## Regiony produkcyjne

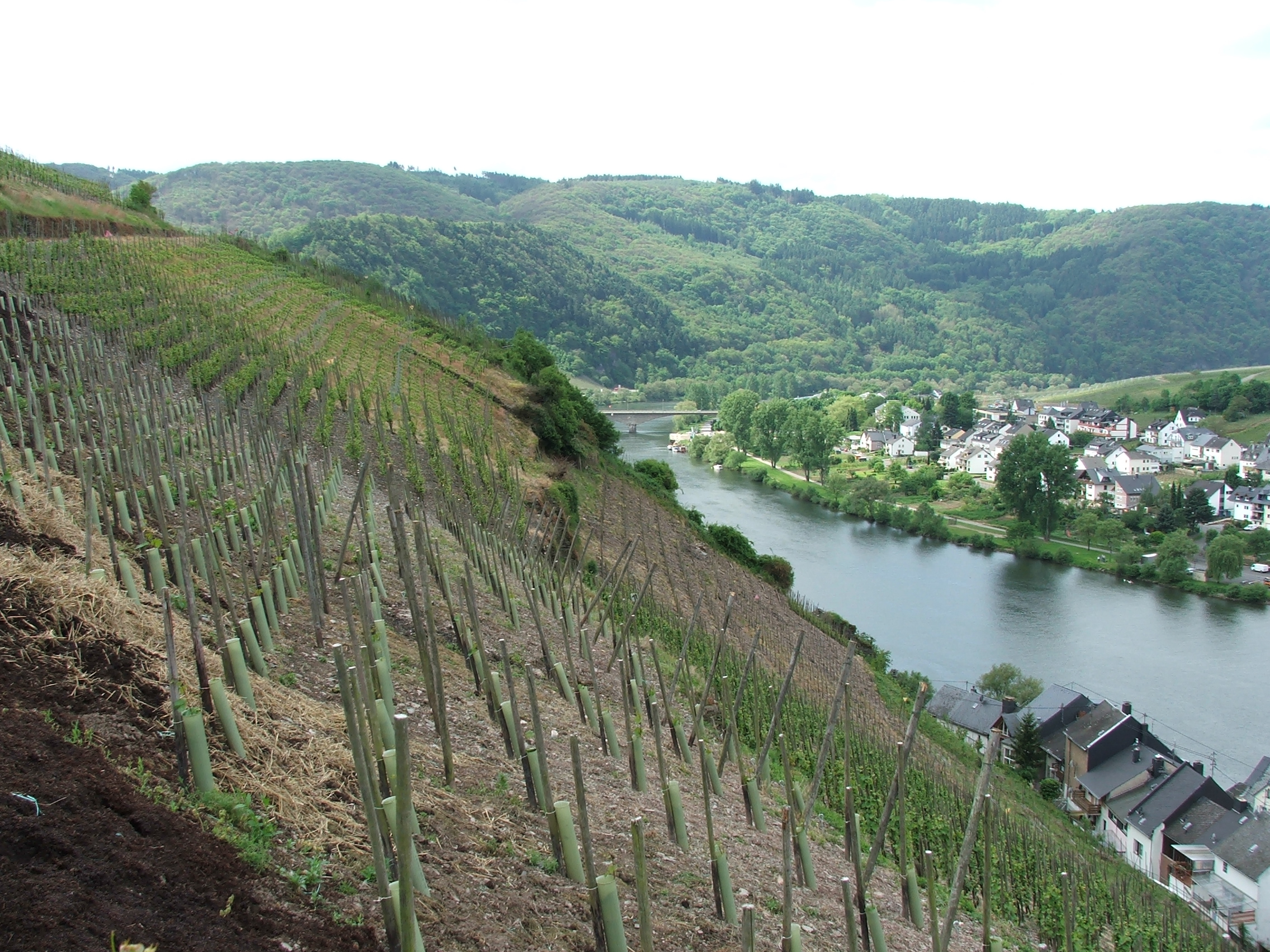
Krzewy rieslinga na stromym, pochylonym na południe stoku w dolinie Mozeli

Riesling jest odmianą winorośli, która w znakomity sposób potrafi oddać charakter terroir, na którym wzrasta. W szczególny sposób nadaje się do uprawy na glebie łupkowej i piaszczystej glinie.

### Niemcy
Riesling jest wiodącą odmianą winorośli w swym rodzimym kraju. Robione z niego wino słynie z charakterystycznej „transparentności” w smaku i ekspresji terroir, jak również ze zbalansowanych owocowych i mineralnych aromatów. Na terenie Niemiec dojrzewanie rieslinga rozpoczyna się przy końcu września i trwa do ostatnich dni listopada, natomiast późny zbiór może mieć miejsce nawet w styczniu.
Trzema ogólnymi cechami niemieckiego rieslinga są rzadkie mieszanie z innymi typami wina, niemal zupełny brak wystawienia na działanie drożdży i brak ekspozycji na wpływ aromatów dębowych (chociaż niektórzy winiarze stosują fermentację w „neutralnych” beczkach dębowych). Niemniej jednak winiarze z regionów takich jak Palatynat (Pfalz) i Baden, eksperymentują z leżakowaniem w nowych beczkach dębowych. Wyższe temperatury panujące w tych regionach owocują cięższymi winami o większej zawartości alkoholu, które dobrze współgrają z aromatem nowego drewna dębowego. Młody niemiecki riesling prezentuje pojedyncze, wyraziste aromaty, jednak wraz z dojrzewaniem, w szczególności w okolicy dziesiątego roku, ulega harmonizacji.
W Niemczech bardzo ważnym czynnikiem w procesie produkcji wina jest obecna w okresie zbioru zawartość cukru w owocach i przyznawana na tej podstawie ocena poziomu naturalnej słodyczy wina, tak zwany prädikat. Równie ważne dla hodowców winorośli jest zachowanie odpowiedniego balansu kwasowości między kwasem jabłkowym o zielonych tonach a bardziej cytrusowym kwasem winowym. Jeśli rok jest chłodny, niektórzy hodowcy mogą czekać ze zbiorem aż do listopada w nadziei na osiągnięcie możliwie maksymalnej dojrzałości winogron, oraz na pojawiający się w jej następstwie kwas winowy.
Zanim do winiarni weszła technologia, która umożliwia stabilizację termiczną, niskie temperatury w okresie zimy w regionach na północy Niemiec utrudniały fermentację, co w rezultacie pozostawiało wina z ich naturalnym poziomem cukru oraz niską zawartością alkoholu. Następnie, zgodnie z lokalną tradycją, nadchodzi w regionie Mozeli czas na przelanie wina do wysokich, zwężających się ku górze, zielonych butelek, w kształcie kojarzonym często z winem reńskim. Butelki stosowane przy produkcji rieslinga w regionie Renu są jednak w kolorze brązowym.
Riesling jest winoroślą najchętniej używaną do produkcji niemieckiego wina musującego Deutscher Sekt.
Niemieckie rieslingi obejmują szeroki wachlarz smaków, od słodkiego przez półwytrawne (halbtrocken), do wytrawnego (trocken). Winogrona z późnego zbioru mają warunki do długiego dojrzewania, przez co umożliwiają wyprodukowanie bardzo słodkich win deserowych klasy beerenauslese (BA) i trockenbeerenauslese (TBA).

### Alzacja (Francja)

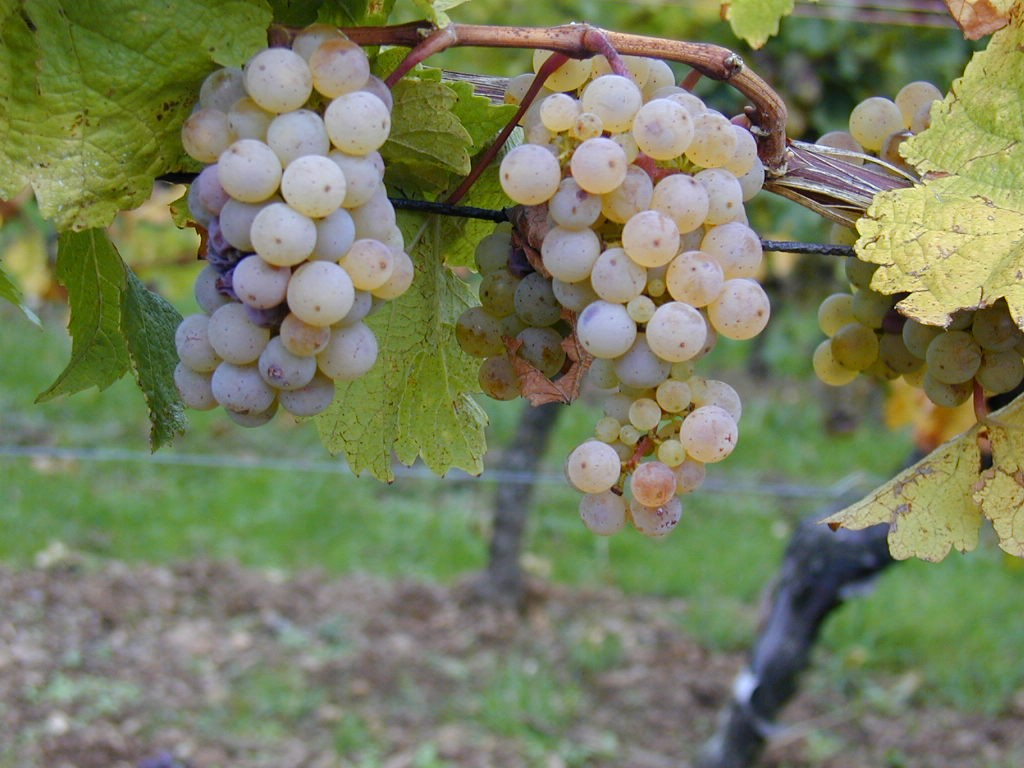
Winogrona z odmiany riesling rosnące w Alzacji

Jak podają źródła historyczne, niemiecka odmiana winorośli zaczęła być uprawiana w Alzacji najpóźniej w 1477 roku, kiedy to jakość rieslinga wychwalał sam książę Lotaryngii. Odmiana pokrywa obecnie ponad jedną piątą alzackich winnic, głównie w departamencie Górnego Renu. Jednoodmianowy alzacki riesling znacznie różni się od produkowanego u sąsiadów niemieckiego rieslinga. Częściowo odpowiedzialna jest za to różnica w ziemi. Gliniasta gleba Alzacji jest bardziej wapienna od łupkowego podłoża w Rheingau. Styl produkcji wina również jest odmienny; mieszkańcy Alzacji preferują metody ukierunkowane na zaspokojenie francuskich oczekiwań, czyli takie, których efektem są wina o większej zawartości alkoholu (zazwyczaj około 12%) oraz bardziej pełne, ze względu na dłuższy czas przechowywania w stalowych zbiornikach. Powstałe wino nigdy nie dojrzewa w dębowych beczkach. Alzackie rieslingi mogą zostać poddawane szaptalizacji, czyli procesowi podczas którego do moszczu dodany zostaje cukier, co prowadzi do zwiększenia zawartości alkoholu, zabieg ten jest natomiast zabroniony przez niemieckie prawo winiarskie.
W przeciwieństwie do innych win alzackich, rieslingi zazwyczaj nie są przeznaczone do konsumpcji jako wina młode, mimo to wiele z nich smakuje najlepiej w pierwszych latach dojrzewania. Alzackie rieslingi są zwykle bardzo wytrawne, o odświeżającej kwasowości. Są to wina gęste, otulające podniebienie. Wina te starzeją się wyjątkowo dobrze, dojrzewanie wysokiej jakości dobrych roczników trwa do 20 lat. Jest to korzystne, jako że aromaty alzackiego wina często rozkwitają dopiero po trzech latach, ukazując bardziej miękkie i owocowe aromaty. Riesling jest odmianą bardzo odpowiednią do późnych zbiorów (fr. vendange tardive) i do poddawania działaniu szlachetnej pleśni (fr. sélection de grains nobles), cechuje się również dobrym balansem słodyczy i kwasowości.
Riesling, wraz z odmianami muscat, gewürztraminer i pinot gris jest szczepem winorośli dopuszczonym do najwyższego stopnia klasyfikacji win alzackich, Alsace grand cru.

### Australia i Nowa Zelandia

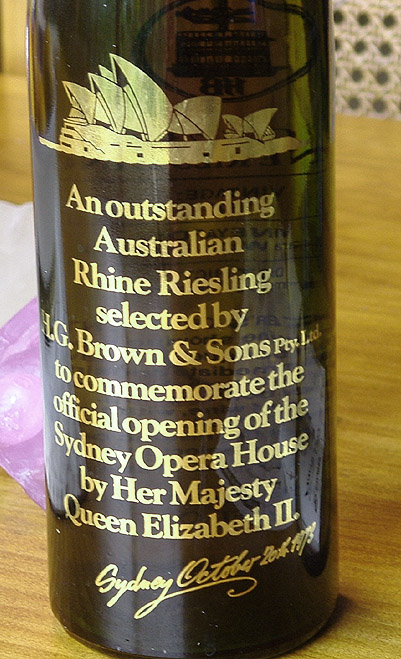
Złoty napis na kolekcjonerskim winie dedykowanym Sydney Opera House.

W 1838 roku William Macarthur zasadził sadzonki rieslinga niedaleko Penrith w Nowej Południowej Walii. Aż do wczesnych lat 90. XX wieku, kiedy mocno wzrosła popularność gatunku chardonnay, riesling był najczęściej sadzoną białą odmianą winorośli w Australii. Odmiana w dalszym ciągu bujnie obrasta tereny Clare Valley, szczególnie regionów miasteczka Watervale i wokół Polish Hill River oraz chłodniejszego Eden Valley i High Eden. Riesling zyskuje na popularności w regionach Albany, Frankland River i Porongorup leżących w Australii Zachodniej. Cieplejszy australijski klimat sprawia, że winogrona mają grubszą skórkę, czasem nawet siedmiokrotnie, w stosunku do winogron niemieckich. Winogrona dojrzewające na lekkiej, przepuszczalnej glebie, która składa się z czerwonej gleby pokrywającej wapienne i łupkowe podłoże. Warunki te dają w rezultacie wiotkie wino, które z czasem nabiera ciepłych, miodowych i wapiennych aromatów i smaków. Australijskie rieslingi fermentują zwykle w niskich temperaturach, w zbiornikach ze stali nierdzewnej, gdzie nie zachodzi utlenianie wina; po niedługim czasie następuje butelkowanie.
Australijskie rieslingi ceni się za oleistą strukturę i cytrusowe aromaty podczas pierwszych lat, a także za gładką równowagę pod względem świeżości i kwasowości w miarę ich dojrzewania. Rieslingi z owoców dotkniętych szlachetną pleśnią odznaczają się niesamowitą złożonością nagromadzonych aromatów, która jest przychylnie porównywana do marmolady cytrynowej.
W Nowej Zelandii riesling został posadzony po raz pierwszy w latach 70. XX wieku i wspaniale rozwinął się w nieco chłodnym klimacie okolic Marlborough, a także, w regionie Nelson, z przeznaczeniem na późny zbór. W porównaniu z australijskim rieslingiem, wina z Nowej Zelandii są lżejsze i bardziej delikatne, z szerokim wachlarzem od słodkich do wytrawnych. Ostatnimi czasy środkowe Otago, siedlisko win klimatu chłodnego, stało się kolejnym obszarem wydającym wina, na które silny wpływ ma terroir.

### Austria
Riesling jest tu drugą wiodącą odmianą białych winogron zaraz po rodzimej grüner veltliner. Austriacki riesling jest gęsty, otulający podniebienie, łączy w sobie bardzo wyrazisty smak z apetycznie kuszącym aromatem. Znakiem rozpoznawczym austriackiego rieslinga jest długi finisz, zawierający szczyptę białego pieprzu. Najlepiej rozwija się w chłodnym klimacie i na przepuszczalnej granitowej i mikowej glebie doliny Wachau, gdzie winiarskie prawa austriackie zezwalają na irygację. Zawartość alkoholu w tutejszym rieslingu jest wysoka, maksymalną wartość osiąga po 5 latach i wynosi zazwyczaj 13%. Austriacki riesling nie jest kojarzony ze słodyczą, zazwyczaj jest to wino wytrawne, z winogron rzadko dotkniętych szlachetną pleśnią.

### Stany Zjednoczone
Winorośl z odmiany riesling przywieźli tu ze sobą niemieccy imigranci pod koniec XIX wieku, w celu potwierdzenia, że jest „prawowitym” niemieckim rieslingiem, nadali jej nazwę johannisberg riesling. Nowy Jork był jednym z pierwszych miejsc na terenie USA, gdzie zajęto się produkcją rieslinga, zwłaszcza region w pobliżu jezior zwanych Finger Lakes. W 1857 roku pojawiły się pierwsze nasadzenia w Kalifornii, a w 1871 roku również w stanie Waszyngton.
Głównymi cechami nowojorskiego rieslinga jest jego musująca, lekka struktura z równie lekkim aksamitnym smakiem. Wino to może być dynamiczne, jednak rzadko mocne, posiada wybór od wytrawnych po słodkie. Nowy Jork jest również cenionym producentem wina lodowego o rieslingowej podstawie, chociaż stanowcza większość nowojorskich win lodowych wytwarzana jest z odmian vidal blanc i vignoles.
W Kalifornii riesling pod względem popularności jest daleko w tyle za chardonnayami, zwykle nie jest tam sadzony. Jednak godnym uwagi wyjątkiem jest stabilny rozwój produkcji wysokiej jakości win deserowych z późnego zbioru. Wina z późnego zbioru jak dotąd największy sukces pod względem produkcji osiągnęły w regionach Anderson i Alexander Valley, gdzie pogoda sprzyja rozwojowi szlachetnej pleśni. Kalifornijski riesling jest zwykle miększy, pełniejszy i bardziej zróżnicowany w smaku, niż „typowy” riesling niemiecki.
Na północno-zachodnim wybrzeżu Pacyfiku występują wyraźne różnice w produkcji rieslinga. Winogrona odnotowują wzrost w stanie Waszyngton, ale spadek w sąsiednim Oregonie. Riesling z tego terenu występuje w formie win od wytrawnego, do słodkiego, cechuje się rześką lekkością, która prognozuje łatwość picia. Znajduje się w nim bez trudu wyczuwalne brzoskwiniowo-mineralne zestawienie. Niektórzy waszyngtońscy producenci, tacy jak z winiarni Chateau Ste. Michelle, adaptują niemieckie metody produkcji, a nawet współpracują ze znanymi niemieckimi winiarzami, między innymi z Ernestem Loosenem, by stworzyć najwyższej jakości wina, takie jak Eroica Riesling. Z roczną produkcją przekraczającą 600 000 skrzynek Chateau Ste. Michelle pod względem ilości jest światowym liderem w wytwarzaniu win ze szczepu riesling. W 2007 roku Pacific Rim Winemakers, inna winiarnia północno-zachodniego wybrzeża, należąca do Randalla Grahma z winiarni Bonny Doon, zbudowała pierwszy obiekt winiarski w regionie Red Mountain AVA, przeznaczony wyłącznie na produkcję rieslinga.

### Kanada
Odmianę riesling w regionie Ontario stosuje się powszechnie do produkcji wina lodowego (Ice wine), które słynie ze swojego bukietu i złożoności. Region Niagara jest jednym z ważniejszych producentów wina lodowego na świecie, na tym polu dorównuje Niemcom. Z rieslinga wytwarzane są wina z późnego zbioru i niektóre z win musujących, jednak to wytrawne i półwytrawne wina stołowe stanowią największy udział w produkcji. Zwykle podczas okresu letniego w regionie utrzymuje się ciepły klimat, który czyni wina bardziej złożonymi, o większej głębi. Herman Weiss, założyciel winiarni St. Urbanshoff w regionie Mozeli, sprzedając wielu producentom zachodniej Niagary własną odmianę mozelskiego klona rieslinga (obecnie krzaki tych winorośli mają już powyżej 20 lat), został pionierem nowoczesnej uprawy winorośli w regionie Niagara. Ten szczególny klon i letni skwar obecny w regionie Niagara tworzą wyjątkowo jasne wina, które często pojawiają się w różnych ciekawych wersjach wina wytrawnego.
W Kolumbii Brytyjskiej riesling jest odmianą powszechnie uprawianą na wino lodowe, stołowe i na wina musujące.

### Inne regiony
Innymi miejscami, gdzie riesling jest powszechnie uprawiany to: Południowa Afryka, Chile, środkowa Europa, w szczególności Rumunia i Mołdawia.

## Produkcja
Podczas produkcji wina delikatna natura winogron rieslinga wymaga specjalnego traktowania podczas zbiorów, aby uniknąć zmiażdżenia lub obtłuczenia skórki. W innym wypadku pęknięta skórka mogłaby wydzielić do soku taniny, dając wyraźnie szorstki smak i naruszając proporcje smaków i aromatów rieslinga.
Owoce i sok z gron rieslinga, które są najlepsze w możliwie „najświeższym” stanie, podczas procesu winifikacji często poddawane są chłodzeniu. Po raz pierwszy tuż po zbiorze, by zachować delikatny smak winogron. Drugi raz, po przepuszczeniu przez prasę winiarską, niedługo przed fermentacją. Podczas fermentacji wino w zbiornikach ze stali nierdzewnej utrzymuje się w kontrolowanej, chłodnej temperaturze w wysokości od 10 do 18 °C. Etap ten różni się od fermentacji win czerwonych, która zachodzi w temperaturze od 24 do 29 °C.
W przeciwieństwie do odmiany chardonnay, większość rieslingów nie przechodzi fermentacji jabłkowo-mlekowej. Pozwala to zachować cierpki, kwaśny element wina, która nadaje rieslingowi jego „gaszące pragnienie” właściwości (Z tego samego powodu również producenci win odmian sauvignon blanc i pinot grigio unikają fermentacji jabłkowo-mlekowej). Riesling często poddawany jest procesowi stabilizacji na zimno, podczas którego wino przechowywane jest w temperaturze niewiele wyższej od zera. Wino przetrzymywane jest w tej temperaturze do czasu, aż wykrystalizuje się znaczna ilość kwasu winowego, który oddzieli się od wina. Zapobiega to skrystalizowaniu kwasu (nazywanego często „winnymi diamentami”) w butelce. Następnie wino zwykle zostaje ponownie przefiltrowane, by oczyścić pozostałe w nim drożdże lub zanieczyszczenia.
Główne elementy składowe, ważne przy uprawie rieslinga, można wyrazić słowami „niespiesznie i nisko” – co oznacza, że idealne warunki zapewnia rieslingowi klimat, który pozwala na długie, powolne dojrzewanie, oraz że nie należy zapominać o prawidłowym przycinaniu, aby utrzymać niską wydajność i wysoką koncentrację smaku.

## Z jedzeniem
Dzięki równowadze słodyczy z kwasowością riesling jest winem wszechstronnym pod względem harmonii z jedzeniem. Dobrze współgra z rybami czy wieprzowiną i jest jednym z nielicznych win, które mogą stawić czoła silniejszym smakom i przyprawom kuchni tajskiej czy chińskiej. Kwiaty, egzotyczne owoce i kamienie mineralne (takie jak łupki czy kwarc) są typowymi dla rieslinga aromatami, jednak z upływem czasu, jak już zostało wspomniane, nabiera nuty benzynowej.
Riesling niezmiernie rzadko jest poddawany fermentacji czy dojrzewaniu w nowych beczkach dębowych (chociaż duże, stare, dębowe beczki są często wykorzystywane w Niemczech i Alzacji do przechowywania i stabilizacji win opartych na rieslingu). Ze względu na brak wymienionych czynników, riesling jest zwykle winem lżejszym, a więc nadaje się do szerszej gamy potraw. Wyrazista kwasowość/słodycz obecna w rieslingach wprowadzi równowagę do jedzenia o dużej zawartości soli. W Niemczech riesling jest niekiedy dodawany do gotującej się kapusty, by zniwelować zapach warzywa.
Tak samo, jak w przypadku innych białych win, wytrawnego rieslinga serwuje się schłodzonego do 11 °C. Słodsze rieslingi podawane są często w temperaturze pokojowej

## Klony
Istnieje wiele komercyjnych klonów rieslinga, o nieco odmiennych właściwościach. W Niemczech zaaprobowano około 60 klonów, z których najbardziej znane są gatunki oferowane w winnicach Schloss Johannisberg. Większość krajów sprowadziło swoje klony rieslinga bezpośrednio z Niemiec, jednak dalsze rozpowszechnianie odbywa się czasem pod innymi oznaczeniami.

### Czerwony riesling
Bardzo rzadkim typem rieslinga, któremu dopiero niedawno zaczęto poświęcać większą uwagę, jest riesling czerwony (roter riesling). Jak sama nazwa wskazuje, jest to klon rieslinga o czerwonym kolorze (barwa skórki powszechnie spotykana na przykład w odmianie gewürztraminer), jednak nie jest to klon posiadający ciemny odcień, więc wciąż jest to gatunek winorośli na wino białe. Odmianę uważa się za mutację białego rieslinga, jednak niektórzy eksperci sugerują możliwość wręcz odwrotną, miałoby to oznaczać, że czerwony riesling może być prekursorem białego rieslinga. Czerwony riesling w niewielkiej ilości uprawiany jest na terenie Niemiec i Austrii. W 2006 roku winiarnia Fritz Allendorf w regionie Rheingau zasadziła krzewy tego gatunku w ilości po raz pierwszy uznanej jako komercyjną. By jeszcze bardziej skomplikować sytuację, określenia „czerwony riesling” używano jako synonimu w stosunku do winogron traminera o czerwonej skórce (np. do odmiany savagnin rose z regionu Klevener de Heiligenstein) i do mało znanej odmiany Hanns, rośliny nasiennej z gatunku roter veltliner.

## Krzyżówki
Pod koniec XIX wieku niemieccy ogrodnicy włożyli wiele wysiłku do stworzenia nowej hybrydy rieslinga, która rodziłaby bardziej uległe, mniej kapryśne winogrona, które wciąż zachowałyby niektóre z eleganckich cech rieslinga. Na szczególną uwagę zasługuje müller-thurgau, odmiana stworzona w niemieckim instytucie w Geisenheim w 1882 roku, która jest krzyżówką rieslinga z odmianą madeleine royale (chociaż długo istniało przekonanie, że jest to riesling x silvaner). Krzyżówkami riesling/silvaner są między innymi scheurebe i rieslaner, ulubione odmiany w Palatynacie. Kerner, krzyżówka rieslinga z odmianą o czerwonych owocach, trollingerem, jest wysokiej jakości krzyżówką, która niedawno przyćmiła rieslinga pod względem nowych obsadzeń.
Instytut Hodowli Winorośli Geilweilerhof wymienia następujące krzyżówki z rieslingiem jako pierwszy rodzic:
alb de yaloven, arnsburger, augustriesling, beutelriesling, bouquetriesling, dalkauer, edelmuskat, ehrenfelser, feinriesling, floricica, frühriesling, geisenheim 195, geisenheim 643-10, geisenheim 643-20, geisenheim 649, johanniter, kocsis zsuzsa, manzoni bianco, marienriesling, müller thurgau, multaner, muscat de la republique, naumburg 231-52, oraniensteiner, osiris, osteiner, quanyu B, rabaner, rieslina, riesling magaracha, romeo, weinsberg S186, weinsberg S195
A jako drugi rodzic: aris, arnsburger, aurelius, dalmasso 12-40, dona emilia, dr. deckerrebe, elbriesling, freiburg 3-29, geilweilerhof F.S. 4-208-13, geilweilerhof koe-49-81, geilweilerhof koe-68-107, geilweilerhof koe-70-4, geilweilerhof koe-70-96, geilweilerhof sbl. 2-19-43, geisenheim 154, geisenheim 156, kamchia, kerner, lafayette, misket varnenski, negritienok, president carnot, rabaner, rieslaner, riesling bulgarski, ruling, thurling, weinsberg S509, weinsberg S516, weinsberg S523, weinsberg S2630

## Nazewnictwo
Wiele odmian winorośli zawierających w nazwie słowo riesling, nie są rzeczywistymi rieslingami. Na przykład:
- welschriesling jest niepowiązaną odmianą powszechną w Austrii, Chorwacji, Czechach, na Węgrzech i w Rumunii, która także może kryć się pod nazwami riesling italico, welsch rizling, olasz rizling, czy laski rizling.
- schwarzriesling (riesling czarny) jest niemieckim określeniem używanym w stosunku do odmiany pinot meunier; jej owoce używane są w produkcji szampana, jednak uprawiana jest również w południowych Niemczech.
- Cape Riesling jest inną nazwą francuskiej winorośli crouchen, określenie stosowane w Republice Południowej Afryki.
- Gray Riesling (szary riesling) kryje pod swoją nazwą odmianę trousseau gris, nadającej się na wino typu porto białej mutacji szczepu bastardo.
- white riesling (biały riesling) oznacza „prawdziwego” rieslinga, innym jego synonimem jest johannisberg riesling (nazwa pochodzi od słynnej winiarni Schloss Johannisberg) i rhine riesling (we Włoszech = riesling renano, niekiedy, w Austrii – rheinriesling).

Inne synonimy to:
beregi riesling, beyaz riesling, biela grasevina, dinca grasiva biela, edelriesling, edle gewuerztraube, feher rajnai, gentil aromatique, gentile aromatique, gewuerzriesling, gewuerztraube, graefenberger, graschevina, grasevina rajnska, grauer riesling, grobriesling, hochheimer, johannisberg, johannisberger, karbacher riesling, kastellberger, kis rizling, kleigelberger, kleiner riesling, kleinriesler, kleinriesling, klingelberger, krauses, krausses roessling, lipka, moselriesling, niederlaender, oberkircher, oberlaender, petit rhin, petit riesling, petracine, pfaelzer, pfefferl, piros rajnai rizling, pussilla, raisin du rhin, rajinski rizling, rajnai rizling, rajnski ruzling, rano, reichsriesling, reissler, remo, rendu, reno, renski rizling, rezlik, rezlin, rezlink, rhein riesling, rheingauer, rheinriesling, rhiesling, riesler, riesling bianco, riesling blanc, riesling de rhin, riesling echter weisser, riesling edler, riesling gelb mosel E43, riesling giallo, riesling grosso, riesling gruener mosel, riesling mosel, riesling reinskii, riesling rhenan, riesling rhine, rieslinger, rislinenok, rislinok, rizling linner, rizling rajinski, rizling rajnai, rizling rajnski, rizling reinskii, rizling rynsky, roessling, rohac, rossling, rosslinger, ruessel, ruessling, russel, ryn-riesling, ryzlink rynsky, starosvetske, starovetski, szuerke rizling, uva pussila, weisser riesling.

## Dalsza lektura
- Christina Fischer, Ingo Swoboda Riesling Hallwag 2005 ISBN 3-7742-6994-7.